# Push-to-Talk

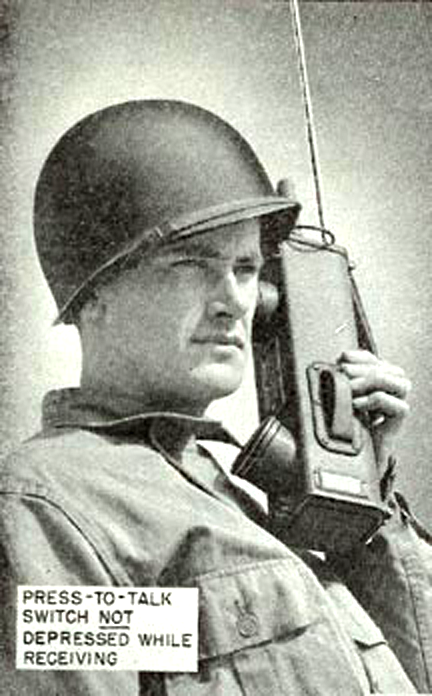
PTT-Taste bei militärischem Funkgerät

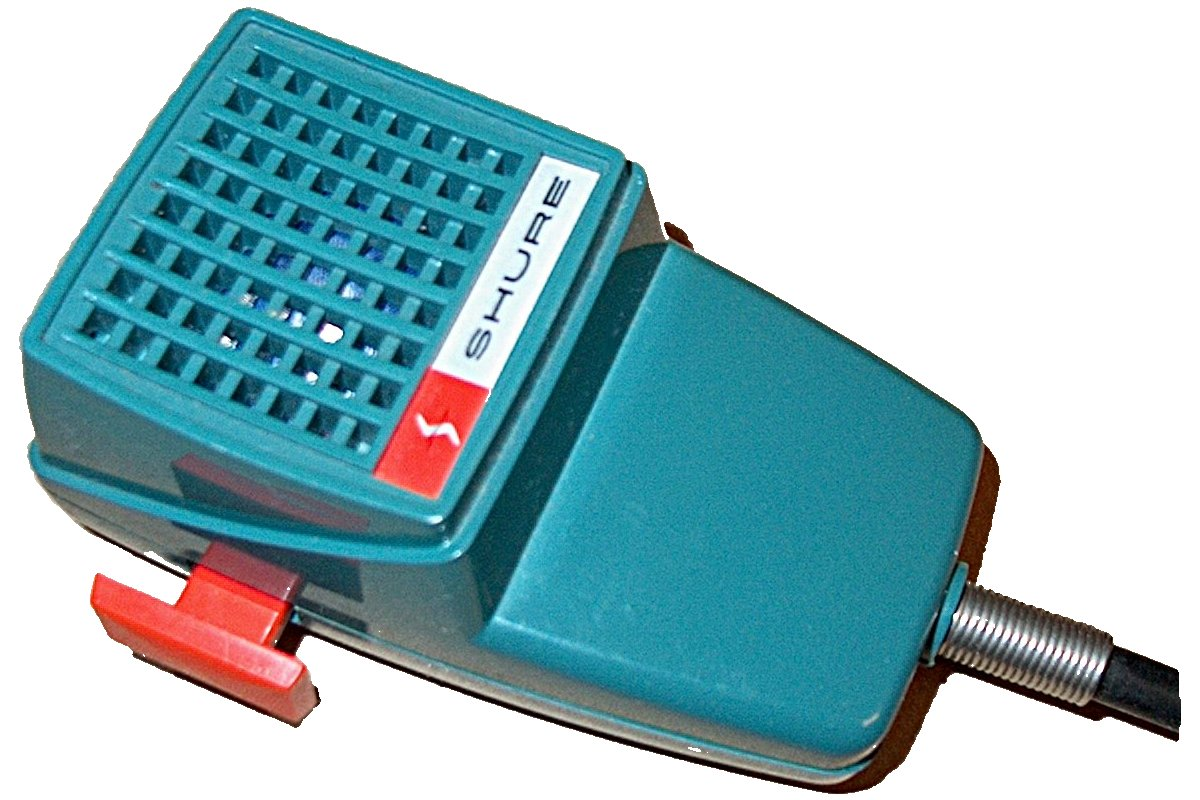
Funkhandmikrofon mit PTT-Taste

Push-to-Talk (Abk. PTT, engl. für Drücke, um zu sprechen) bezeichnet im Allgemeinen bei Funkgeräten die Taste für die Umschaltung von Empfang auf Senden.

## Anwendung
Anders als beim herkömmlichen Telefon, wo das gleichzeitige Sprechen beider Teilnehmer i. A. technisch möglich ist (Vollduplex), ist im Sprechfunkverkehr meist nur ein wechselseitiges Sprechen der Teilnehmer möglich (Halbduplex). Die PTT-Taste wird in diesen Fällen dazu benötigt, den Sender einzuschalten, um mit der Sprachübertragung zu beginnen.
Erst nach Drücken der PTT-Taste wird das am Mikrofoneingang anliegende (Sprach-)Signal auf die Hochfrequenz aufgebracht („moduliert“) und das so erzeugte Hochfrequenzsignal durch den Sender des Funkgeräts über die Antenne abgestrahlt. Wenn der Sendevorgang beendet werden soll, muss die Taste wieder losgelassen werden.
Während des Sendens ist meist der Empfangsteil des Funkgeräts abgeschaltet, da der Empfang der eigenen Aussendung nicht erwünscht ist oder das Sendesignal gar den Empfänger zerstören könnte.

## Technische Realisierung
Bei Handfunkgeräten befindet sich die Taste meist direkt am Gerät. Bei Mobilstationen mit Handmikrofon hat sich die Taste am Mikrofon eingebürgert. Bei Feststationen mit Standmikrofon ist die Taste meist im Standfuß des Mikrofons angeordnet.
Weiterhin kann die Taste auch als Fußschalter ausgeführt sein. So hat der Operator beide Hände frei.

## Alternativen
Alternativ zur PTT-Taste kann die Sende-/Empfangs-Umschaltung auch sprachgesteuert mit einer sog. VOX-Steuerung geschehen (Voice Operated Exchange; die Doppelbedeutung zum lateinischen "Vox" für "Stimme" ist offensichtlich beabsichtigt).